# Wielki Sojusz Narodowy
Wielki Sojusz Narodowy (w skrócie GANA) – gwatemalska partia polityczna założona w 2002. W 2003 roku startujący z list tej partii Óscar Berger wygrał wybory prezydenckie.